# Alejandro Oms

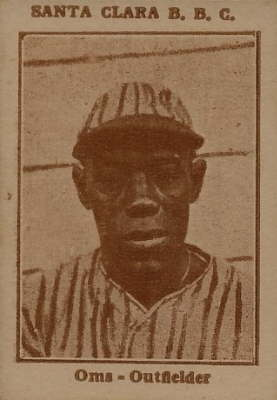
Alejandro Oms

Alejandro Oms (Santa Clara, 13 de marzo de 1896-La Habana, 5 de noviembre de 1946) fue un jardinero central cubano que jugó en el jardín central en el béisbol de Cuba, Las Ligas Negras y en el béisbol latinoamericano, sobre todo con los Cuban Stars (Este).
Jugó pelota invernal en la Liga Cubana de Béisbol 1922-46. Lideró la liga en promedio de bateo en tres ocasiones, en 1924/25 (0.393), 1928 /29 (0.432), y 1929 /30 (0.380), y ganó el Premio al Jugador Más Valioso de la Liga cubana en 1928 /29.
Ocupa el segundo lugar de todos los tiempos de promedio de bateo en la Liga Cubana (detrás de Cristóbal Torriente) con un promedio de.345.
Fue elegido al Salón de la Fama del Béisbol Cubano en 1944.